# Allanpringita
L'allanpringita és un mineral del grup dels fosfats anomenat així en honor del mineralogista australià Allan Pring. L'allanpringita és l'anàleg en Fe³⁺ de la wavel·lita (fosfat d'alumini), tot i que presenta diferent simetria cristal·lina (l'allanpringita és monoclínica mentre que la wavel·lita és ortoròmbica). Forma cristalls aciculars, que sempre estan maclats. Se solen trobar associats a fosfats de ferro en mines abandonades.